# 塔格·亨里克森
塔格·亨里克森（丹麥語：Tage Henriksen，1925年4月8日—2016年5月13日），丹麦男子赛艇运动员。他曾代表丹麦参加1948年夏季奥林匹克运动会赛艇比赛，获得男子双人单桨有舵手金牌。